# Yahya ibn Ali
Yahya ibn Ali ibn Hammud al-Mutati (in arabo يحي بن علي بن حمود المعتلي‎?; 990 circa – Carmona, 4 novembre 1035) fu il terzo ed ultimo califfo del Califfato di Cordova, appartenente alla dinastia hammudide, per due volte, dal 1021 al 1023 e dal 1025 al 1026. Fu inoltre il primo emiro della taifa di Malaga e rimase al potere dal 1026 al 1035.

## Origine
Figlio del califfo `Ali b. Hammud al-Nasir di famiglia di etnia berbera e di una concubina, Lobbouna, figlia di Mohammed b. Hasan.

Ali ibn Hammūd era figlio di Hamoud ibn Meymoun e di una concubina, di cui non si conosce il nome, come riporta la Histoire des Almohades / d'Abd el- Wâh'id Merrâkechi.

## Biografia
Yahya ibn Ali era governatore di Ceuta ed il fratello, Idris ibn Ali, era governatore di Malaga, da quando il padre Ali ibn Hammūd, nel 1016, aveva conquistato il califfato, come riporta Abd el- Wâh'id Merrâkechi.
Nel 1018, dopo la comparsa di un pretendente della famiglia degli Omayyadi, ʿAbd al-Raḥmān IV ibn Muḥammad, mentre si apprestava a marciare contro i nemici, il padre, Ali ibn Hammūd, fu tradito e assassinato nel bagno da tre schiavi, come riportano sia Abd el- Wâh'id Merrâkechi, che la History Of The Mohammedan Dynasties In Spain Vol II.

Dopo la sua morte, contro ‘Abd al-Rahman IV, proclamato califfo dagli omayyadi, la maggior parte dei Berberi, proclamò califfo il fratello di ‘Ali b. Hammud al-Nasir, Qāsim, governatore di Siviglia, che entrò in Cordova, sei giorni dopo la morte di Ali, divenne califfo in quello stesso 1018.

Dopo la morte del padre, Ali ibn Hammūd, Yahya rifiutò di riconoscere come califfo lo zio al-Qāsim al-Ma`mun, e, nel 1021, come riportano sia la Histoire des Almohades / d'Abd el- Wâh'id Merrâkechi, che la Muslim Spain and Portugal: A Political History of al-Andalus reclamò il trono, sostenendo di essere lui il legittimo erede di suo padre e, con l'appoggio dei Berberi, navigò su Malaga, dove ebbe l'appoggio del governatore, suo fratello, Idris ibn Ali, e raccolto un esercito, marciò su Cordova.

### Primo califfato
Prima che Yahya entrasse a Cordova, al-Qāsim, senza l'appoggio dei Berberi, lasciò la capitale del califfato e si rifugiò a Siviglia, mentre Yaḥyā si proclamava califfo il 13 agosto 1021 e adottava il titolo (laqab) di 'al-Mu`tali bi-llāh (elevato da Dio). 

L'incapacità di Yaḥyā di soffocare le continue ribellioni che si verificavano nella sua corte, fece riguadagnare ad Al-Qasim la fiducia dei Berberi, per cui, nel febbraio del 1023, rientrò in Cordova, costringendo Yaḥyā ibn ʿAlī ad abbandonare la sua capitale, rifugiandosi a Malaga.

### Secondo califfato di Al-Qasim e califfati di ʿAbd al-Raḥmān V ibn Hishām e Muḥammad III ibn ʿAbd al-Raḥmān
Rientrato a Cordova, al-Qāsim riuscì a mantenere il controllo del califfato solo sino all'agosto del 1023, quando una sollevazione degli abitanti di Cordova, provocata dal suo malgoverno, lo cacciò dalla città, e poi una sortita degli insorti lo obbligò a ritirarsi a Siviglia, governata dai suoi figli, Mohammed e Hasan, mentre Yaḥyā aveva occupato Algeciras, dove Al-Qasim teneva le mogli ed il tesoro e Idris ibn Ali aveva occupato Tangeri, dove Al-Qasim contava di rifugiarsi.

Gli abitanti di Cordova, rimasti senza guida, nel frattempo, avevano eletto califfo un altro omayyade, Abd al-Rahman V ibn Hisham.
Durante il periodo di governo di Abd al-Rahman V, Yahya da Malaga raggiunse Sherish, dove si era rifugiato suo zio, al-Qāsim al-Ma`mūn, lo attaccò, e nonostante la strenua difesa di Al-Qāsim, nel 1024, lo catturò, divenendo l'unico capo dei Berberi, e lo fece incarcerare a Malaga con la sorveglianza del fratello, Idris ibn Ali.

## Consiglio di Stato
Nel 1025, Yahya preparò un esercito per conquistare Cordova ed il califfo Muḥammad III ibn ʿAbd al-Raḥmān, che, nel 1024, aveva fatto sopprimere ed era succeduto al cugino, Abd al-Rahman V, nel mese di maggio, venne prima imprigionato, poi lasciò la città per potersi rifugiare a Medinaceli 
L'aristocrazia di Cordova, per governare la città in assenza di un califfo, nominò un consiglio di stato, che durò circa sei mesi, come riporta lo storico Rafael Altamira, poi Yahya al-Mu`tali rientrò in Cordova per il suo secondo califfato.

### Secondo califfato
Yahya entrò in città il 9 novembre dello stesso anno, e dopo pochi giorni delegò il governo al suo visir Abu Ja'far Ahmad b. Musa, mentre lui rientrava nel suo sicuro feudo di Malaga.
I disordini che si accesero a Cordova portarono alla definitiva caduta della dinastia hammudide in al-Andalus, e nel giugno del 1026 gli abitanti di Cordova cacciarono il visir che Yahya al-Mu`tali aveva lasciato in città ed elessero l'ultimo califfo del califfato, l'omayyade Hishām III ibn Muḥammad.

### Signore di Malaga
Yahya al-Mu`tali, continuò a considerarsi califfo, e tentando di allargare i suoi domini, cercò di conquistare Siviglia, ed in uno di questi attacchi, nei pressi di Carmona, si scontrò con le truppe uscite dalla città e nella battaglia trovò la morte, il 4 novembre 1035.

## Famiglia
Yahya ibn Ali ebbe diverse mogli e concubine, e da due di queste ultime ebbe due figli:
- Hasan, emiro della taifa di Malaga[19]
- Idris, il cui figlio, Mohammed fu emiro della taifa di Malaga[20].

### Fonti primarie
- (FR)  Histoire des Almohades / d'Abd el- Wâh'id Merrâkechi
- (EN)  The History Of The Mohammedan Dynasties In Spain Vol II
- (EN)  Muslim Spain and Portugal: A Political History of al-Andalus

### Letteratura storiografica
- Rafael Altamira, "Il califfato occidentale", in: «Storia del mondo medievale», Cambridge History of Middle Age, vol. II, 1999, pp. 477–515.]